# Iritace
Iritace (z lat. irritare, rozhněvat, podráždit) může znamenat:
- v obecném významu podráždění, rozhořčení, ostrý nesouhlas, ať už se projevuje otevřeně nebo častěji ve skrytu;
- v medicíně podráždění, například pokožky nebo jiné tkáně;
- v psychologii rozrušený až předrážděný stav pacienta, který je někdy třeba tlumit léky.

Odtud iritovat, podráždit, rozhořčit.